# Boké
Boké egy város Guineában, ami a Boké Prefektúra és a Boké Régió székhelye. Lakossága 2008-ban 61 449 fő.

## Történet
A területet 1849-ben a franciák által okozott helyi felháborodás miatt, Franciaország át szerette volna venni a területet.